# 한국증권금융
한국증권금융(Korea Securities Finance Corp.)는 대한민국의 기업이다. 본사는 서울특별시 영등포구 국제금융로8길 10 (여의도동34-9)에 위치해 있으며 대표이사는 김정각이다. 한국포스증권을 자회사로 가지고 있다.

## 같이 보기
- 우리투자증권
- 한국포스증권
- 한국거래소

## 참고 문헌
1. ↑  전한신, 김정각 한국증권금융 신임 사장…자본시장 전문가, 한국금융, 2024-06-11